# 原爆スラム

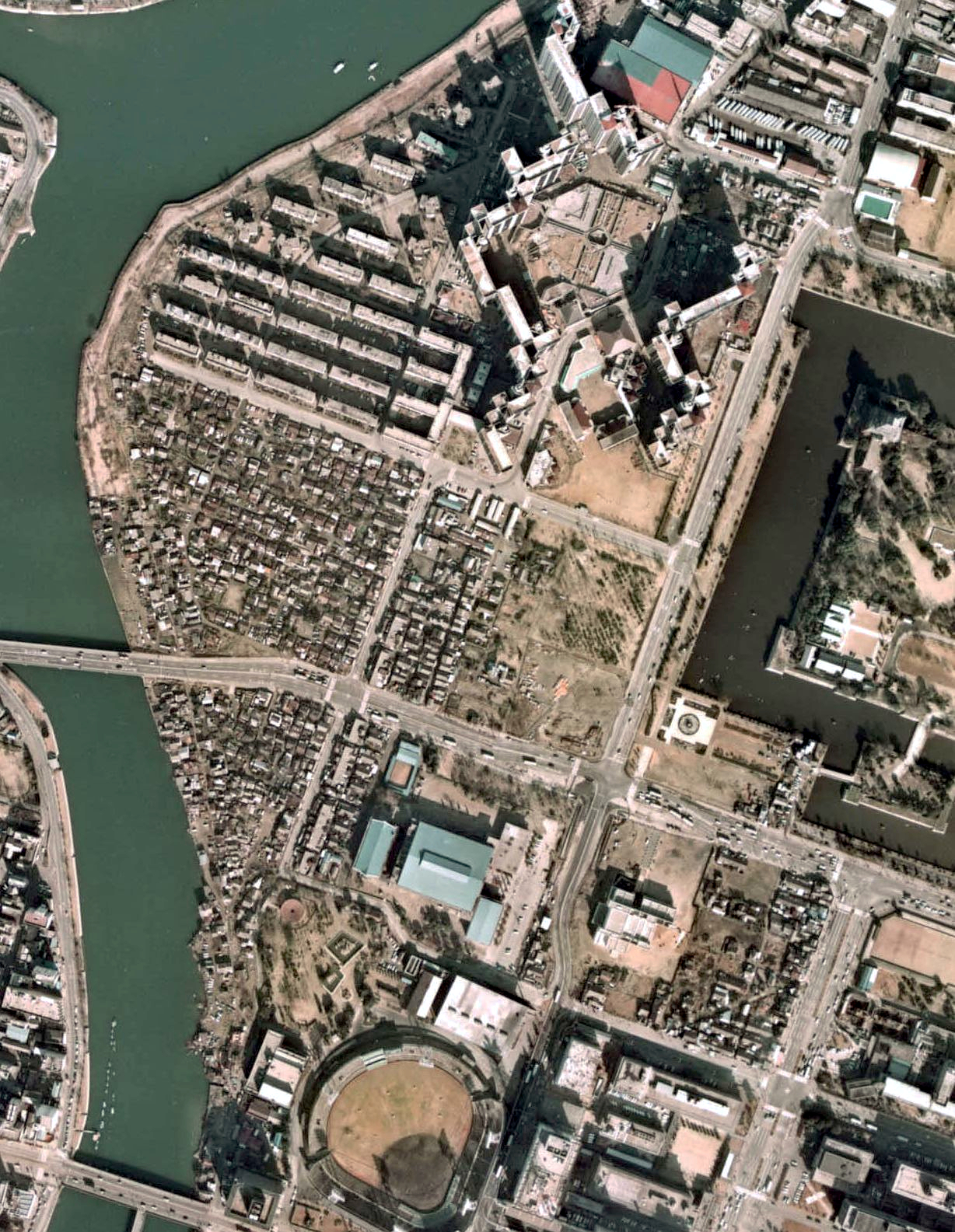
1974年基町再開発事業途中の原爆スラム周辺。

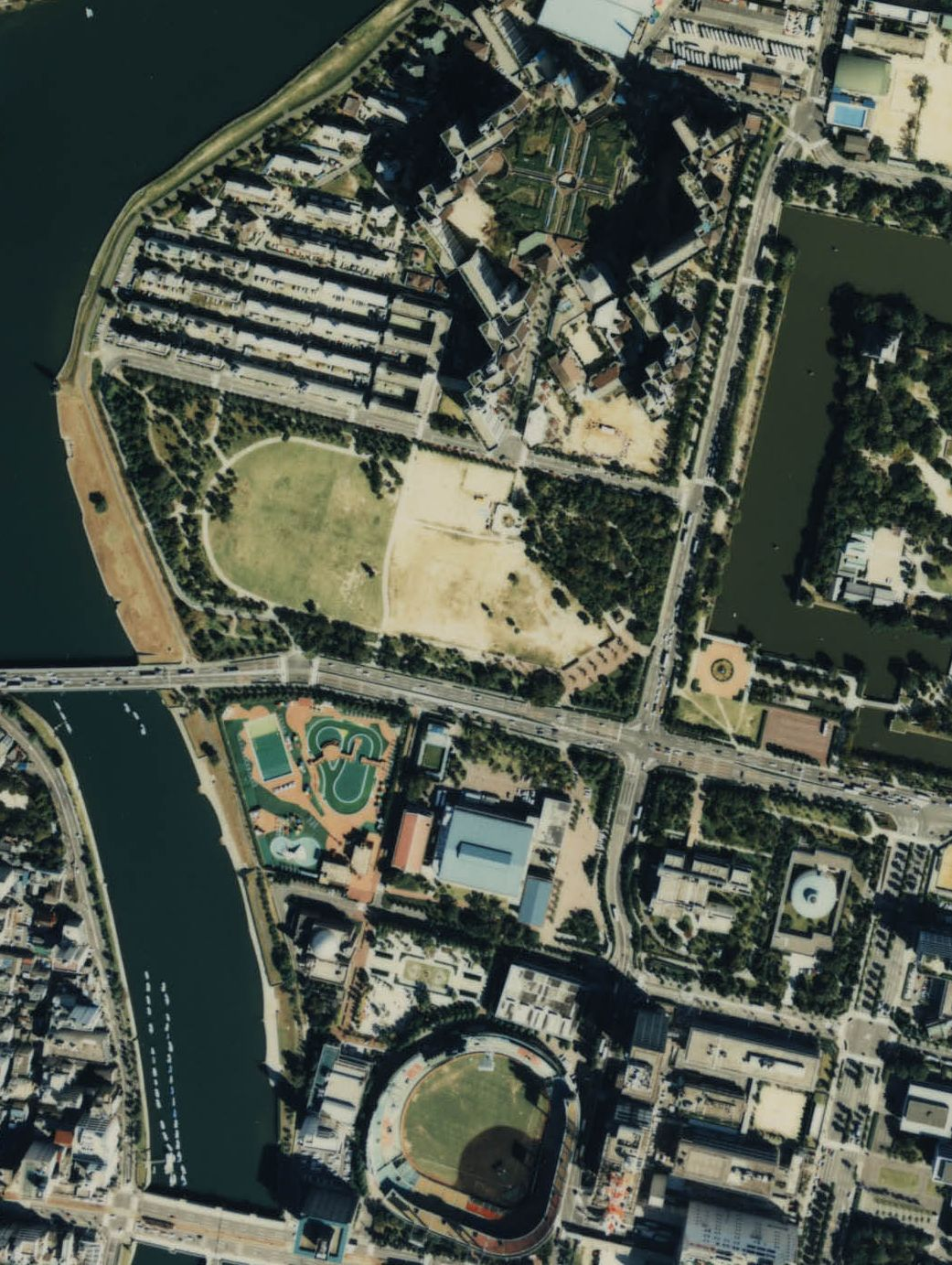
1988年中央公園周辺。

原爆スラム（げんばくスラム）は、広島市中区基町の本川沿いに広がっていたスラム（不法バラック群）の通称である。後述する再開発事業により、現在では消滅している。
相生橋の北に位置することから別名「相生通り」と称されていたが、現在の相生通りとは関係ない。

## 戦前
江戸時代には、広島城の本丸に隣接したこの地域には武家屋敷が広がっていた。明治になり陸軍第5師団が置かれると、この一帯には師団司令部や西練兵場、砲兵隊、歩兵11連隊、陸軍病院などの施設が設けられ、軍都広島の中核となっていった。しかし1945年（昭和20年）8月6日の原子爆弾の投下により、爆心地に近いこの地域は灰燼に帰した。

## 戦後
戦後、この一帯は中央公園として整備が決定し、公園用地に応急住宅を建設するなどした。しかしこの西側の本川沿いは、生き残った者や疎開から戻ってきた者、引揚者などが焼け残ったトタン板や板切れを使ってバラックを建てて住むようになり、1960年（昭和35年）頃には900戸に及ぶ住居が密集し迷路のようになっていた。
1965年（昭和40年）7月23日の中国新聞によると、この地域を最初に「原爆スラム」と呼称したのは当時の広島市議会議員、任都栗司である。これは、この不法バラック群の解消および住宅対策に国の補助金を得やすくするためであった。
原爆スラムの住民を吸収するため、改良住宅と慢性的な住宅不足に対応するための公営・公団住宅を高層住宅として建設し、それにあわせてショッピングセンター・小学校・集会室などの施設も整備する計画が作成された。この事業計画は全域が国有地で住民側に所有権がなかったことを背景として策定されたが、実際には住民の反対運動が起こるなど難航した。
しかし大小幾多の火災が発生したことなどを受け、1968年（昭和43年）に基町地区再開発計画（基町再開発事業）が立案され、10年の歳月をかけすべてのバラックを撤去した上で整備が行われ、1978年（昭和53年）に完了した。このため1970年代始めまで、旧広島市民球場の横にはまだ「原爆スラム」の一部が残っていた。

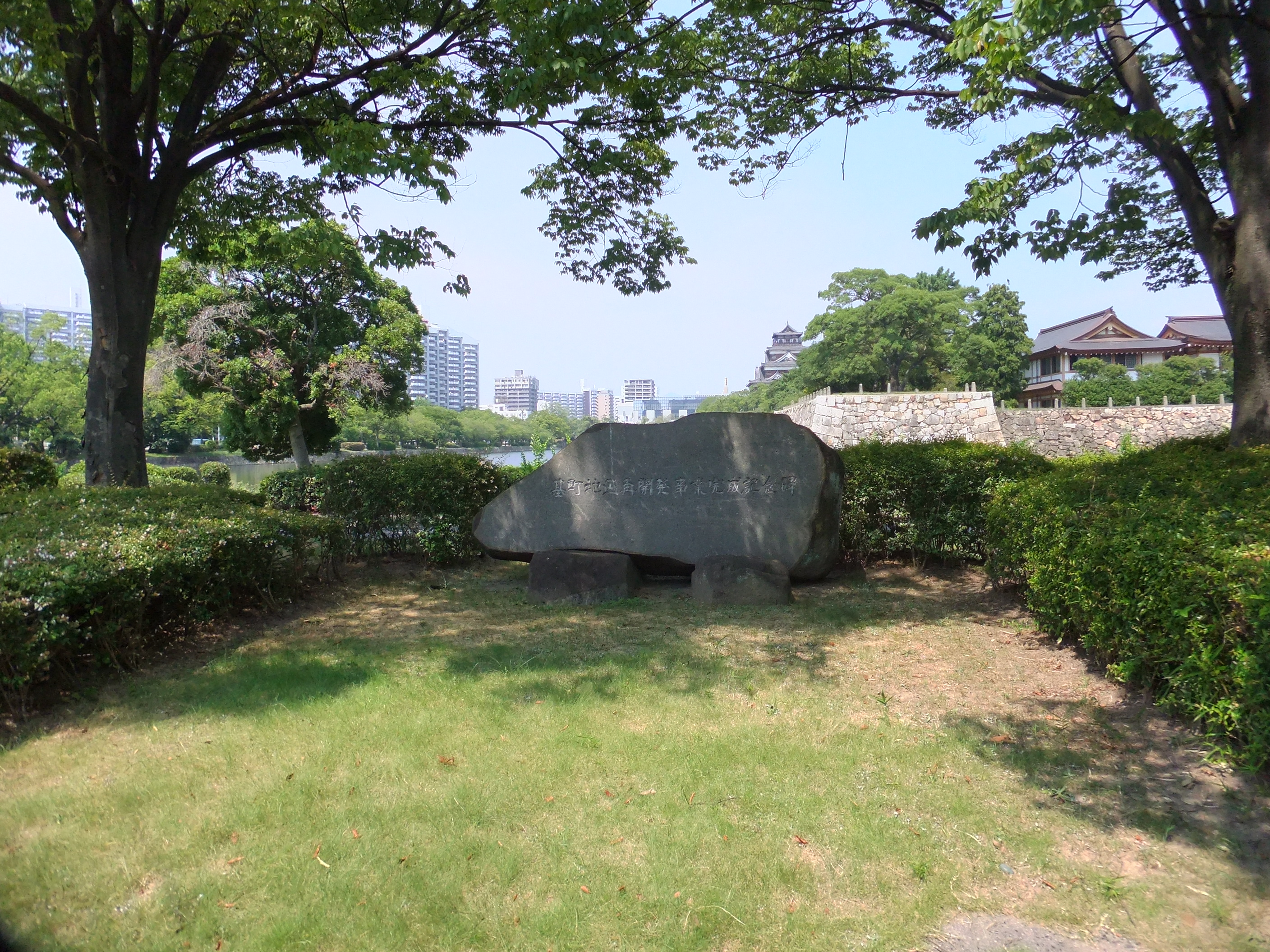
基町地区再開発事業完成記念碑

## 現在
かつて原爆スラムのあった本川沿いは緑地帯が拡がっており、原爆スラムは基町・長寿園高層アパート群として生まれ変わった。周辺も広島市中央公園が設置され、ひろしま美術館、広島市立中央図書館、広島市映像文化ライブラリー、広島グリーンアリーナ、広島市青少年センター、広島市こども文化科学館、広島市こども図書館、中央公園ファミリープールが整備され文教地区となり、当時の面影は全くない。都市再開発の成功例として都市計画の教科書にも記載されている。

## 原爆スラムの登場する作品
- 『夕凪の街 桜の国』 - こうの史代の漫画作品。

「夕凪の街」篇の主人公・皆実（みなみ）が暮らしていた家は、この原爆スラムの一角にあるという設定
- 『愛と死の記録』-1966年日活、蔵原惟繕監督の映画作品。

吉永小百合演ずる主人公及びその家族は原爆スラムに住んでいる。ワンシーンのみ登場した芦川いづみ演ずる女性も同地域の居住者である。
- 『夕凪の街と人と』 - 大田洋子によるルポルタージュ的な小説。
- 『仁義なき戦い 広島死闘篇』 - 原爆スラムが映像として最も多く登場する映画作品の一つであろう。

スラムのシーンは巻頭と途中で幾度か登場しており、「仁義なき戦い」シリーズのうち、実際に広島ロケを行っているのはこの作品のみである。
- 『この世界の片隅で』 - 1960年代前半の広島を描いたルポルタージュ連作（山代巴編 / 岩波新書として1965年刊）。

当時の「相生通り」の生活を描いた作品を含む。
- 『地の群れ』 - 広島の原爆スラムの話ではないが、長崎の被爆者を取り巻く厳しい現実を描く、熊井啓監督・井上光晴原作のATG映画（1970年）。
- NHK Eテレ番組：ETV特集「“原爆スラム”と呼ばれた街で」,2017年6月10日（土）午後11時00分(60分).
- 『孤狼の血LEVEL2』- 上林が幼少期を過ごした地域として描かれる - 2021年東映、白石和彌監督の映画作品。